# 세계모델
세계모델은 AI가 실세계에 대한 상식이나 경험칙과 같은 구조화된 광범위한 지식과 이해의 총체를 말한다.또한 광의로는 그것을 획득하고 활용하기 위한 시스템도 포함하는 개념이다.주변 세계의 이미지를 모형처럼 머릿속에 재현하고, 상상 속에서 미래 예측을 시뮬레이션하여 생활함으로써 본능적인 행동과 반사적인 반응을 가능하게 하는 인간의 멘탈 모델이라는 시스템과 유사하다.